# Grinch
Grinchul este un personaj fictiv emblematic care a fost creat de Dr. Seuss, autor și ilustrator faimos pentru cărțile sale pentru copii. Este cunoscut în special ca protagonistul cărții clasice Cum a furat Grinch Crăciunul! (1957). Recunoscut pentru cinismul său plin de umor și pentru transformarea sa emoționantă, Grinch-ul a devenit un simbol al spiritului sărbătorilor și al puterii de a schimba inima unei persoane. De-a lungul decadelor, acest personaj memorabil a fost adus la viață de numeroși actori talentați precum Boris Karloff, Hans Conried, Bob Holt, Walter Matthau, Anthony Asbury, Jim Carrey, Rik Mayall, Benedict Cumberbatch, Matthew Morrison, David Howard Thornton și James Austin Johnson.

## Descriere
Grinch-ul este portretizat ca o creatură umanoidă verde, pufoasă, cu o burtă proeminentă, formă de pară, nas borcănat și o față cu trăsături feline. Personalitatea sa este profund cinică și sceptică față de bucuria celor din jur. În adaptările color, Grinch-ul apare întotdeauna în nuanțe de verde, un detaliu adăugat ulterior poveștii originale a lui Dr. Seuss, care nu specifica culoarea sa. De-a lungul timpului, verdele a devenit un simbol al invidiei și al izolării, dar, în mod ironic, și al regenerării și creșterii personale odată ce Grinch-ul își schimbă perspectiva asupra vieții.
Timp de 53 de ani, Grinch-ul a trăit izolat pe o stâncă abruptă care domină orașul Whoville. În contrast cu locuitorii din Whoville, care sunt caracterizați de un optimism debordant și o bucurie molipsitoare, Grinch-ul este mizantrop, ursuz și plin de resentimente. Motivul acestei aversiuni este un mister, dar locuitorii din Whoville speculează că inima sa este „cu două mărimi mai mică”.
Ura sa este generalizată, dar antipatia față de Crăciun este deosebit de intensă. Fiecare aspect al sărbătorii îl deranjează: zgomotul asurzitor al instrumentelor muzicale ciudate, mesele festive încărcate și colindele vesele. Copleșit de nemulțumire, Grinch-ul decide că singura soluție este să distrugă Crăciunul pentru totdeauna.
Ajutat de câinele său loial, Max, Grinch-ul își croiește un costum roșu pentru a se deghiza în Moș Crăciun. În Ajunul Crăciunului, pătrunde în casele locuitorilor din Whoville și le fură toate bunurile, de la cadouri și ornamente până la mâncarea festivă, intenționând să le arunce de pe un munte din apropiere. Însă, în dimineața de Crăciun, este șocat să audă locuitorii cântând cu bucurie, dovedind că spiritul Crăciunului nu depinde de lucrurile materiale. În acel moment de revelație, Grinch-ul înțelege că sărbătoarea are o semnificație mult mai profundă decât crezuse. Inspirat, el oprește cadourile de la a cădea de pe marginea muntelui, iar inima sa crește „cu trei mărimi”.
Această transformare simbolizează mai mult decât o schimbare de atitudine; este o adevărată renaștere emoțională și spirituală. Grinch-ul nu doar că restituie bunurile furate, dar se alătură cu entuziasm festivităților din Whoville, găsindu-și în cele din urmă un loc în comunitate. Povestea sa subliniază teme universale precum transformarea personală, descoperirea adevăratului sens al Crăciunului și importanța generozității și a comunității.
Un element esențial al poveștii este relația dintre Grinch și Max, câinele său loial. Max nu este doar un companion fidel, ci și un simbol al bunătății necondiționate. Devotamentul său contrastează cu cinismul stăpânului său, oferind un indiciu subtil al potențialului de schimbare care există în Grinch. În unele adaptări, Max este chiar portretizat ca o influență morală, ghidându-l pe Grinch spre momente de reflecție.
Grinch-ul este adesea descris ca un personaj sarcastic și morocănos în ilustrații și alte adaptări. În specialul animat de televiziune din 1966 și în filmul live-action din 2000, el demonstrează o forță supraomenească, oprind o sanie încărcată cu cadouri de la a cădea de pe o stâncă și ridicând-o deasupra capului. În acel moment dramatic, este descris ca având „puterea a zece Grinch-i plus doi”. În animația din 2018, Grinch-ul primește ajutor pentru a salva bunurile furate ale locuitorilor din Whoville, subliniind tema colaborării.
Criticii au observat paralele între transformarea lui Grinch și cea a lui Ebenezer Scrooge, protagonistul nuvelei lui Charles Dickens, Colind de Crăciun (1843). Ambele personaje sunt figuri marginalizate care, prin revelații dramatice, descoperă importanța generozității și a legăturilor umane.
De-a lungul timpului, Grinch-ul a devenit o figură iconică a culturii pop, simbolizând atât spiritul anti-Crăciun, cât și posibilitatea de schimbare. Povestea sa a fost reinterpretată și reimaginată în nenumărate adaptări, subliniind relevanța sa continuă în peisajul cultural modern.
În cartea originală a lui Dr. Seuss, „nimeni nu știe cu adevărat motivul” ranchiunei lui Grinch. Totuși, filmul din 2000 oferă o poveste de fundal detaliată: abandonat ca bebeluș în Whoville, lăsat singur în frig și ignorat de participanții la o petrecere de Crăciun, Grinch-ul este luat în grijă de două femei din Whoville. În copilărie, el este un elev rebel și este batjocorit de colegii săi, în special de Augustus May Who, viitorul primar din Whoville. Grinch-ul dezvoltă sentimente pentru o fată pe nume Martha May Whovier. Încercând să o impresioneze, creează un ornament elaborat pentru brad și încearcă să se bărbierească, dar este ridiculizat de colegii săi, în afară de Martha. Acest incident amplifică resentimentul său profund față de Crăciun și locuitorii din Whoville.
În specialul TV The Grinch Grinches the Cat in the Hat, comportamentul său este atribuit absenței mamei sale, care fusese o influență pozitivă în viața lui. Moartea acesteia îl afectează profund, iar în momentul în care își exprimă durerea, Grinch-ul își regăsește bunătatea.

## Istorie
Cuvântul „Grinch” apare pentru prima dată într-o operă a lui Dr. Seuss în cartea Scrambled Eggs Super! din 1953 (una dintre cărțile retrase din circulație de moștenitorii săi în 2021). Cartea îl are ca protagonist pe Peter T. Hooper, un băiat care adună ouă de la păsări exotice pentru a face omletă. Una dintre aceste păsări este „Beagle-Beaked-Bald-Headed Grinch”, cunoscută pentru atitudinea ei morocănoasă, trăsătură ce va deveni emblematică pentru Grinch-ul de mai târziu.
În mai 1955, numele „Grinch” reapare în revista Redbook, într-un poem de 32 de versuri intitulat „The Hoobub and the Grinch”. În această versiune, Grinch-ul este un vânzător vorbăreț și oportunist, fără alte legături cu personajul ulterior, în afară de nume. Poemul a fost republicat în 2014, în antologia postumă Horton and the Kwuggerbug and More Lost Stories, cu ilustrații care prezintă un Grinch complet diferit.
Grinch-ul, în forma sa iconică, și-a făcut debutul în povestea Cum a furat Grinch Crăciunul! din 1957, scrisă și ilustrată de Dr. Seuss. Povestea a fost publicată ca o carte de editura Random House și în revista Redbook. În 1966, povestea a fost adaptată într-un film animat de televiziune cu același titlu, regizat de Chuck Jones. Filmul include melodia celebră „You’re a Mean One, Mr. Grinch”. Boris Karloff a fost atât naratorul, cât și vocea Grinch-ului, însă cântecul a fost interpretat de Thurl Ravenscroft, deoarece Karloff nu cânta. Grinch-ul a fost prezentat pentru prima dată cu culoarea verde în această producție, o decizie pe care Jones și Seuss au considerat-o cea mai potrivită.
În 1977, la cererea fanilor, Dr. Seuss a scris specialul animat de televiziune Halloween Is Grinch Night, în care Grinch-ul este dublat de Hans Conried. În 1982, Marvel a produs filmul de televiziune The Grinch Grinches the Cat in the Hat, o colaborare între Grinch și The Cat in the Hat, cu vocea lui Bob Holt. Ambele producții au câștigat Premii Emmy, deși nu au egalat succesul originalului.
Grinch-ul a apărut și în câteva episoade ale emisiunii pentru copii The Wubbulous World of Dr. Seuss (1996-1998), difuzată pe canalul Nick Jr., unde a fost interpretat ca o marionetă și dublat de Anthony Asbury.
În 2000, Ron Howard a regizat o adaptare live-action de comedie muzicală, cu Jim Carrey în rolul principal. Filmul a avut un succes uriaș la box-office. În același an a fost lansat jocul video The Grinch, urmat în 2007 de titlul Dr. Seuss: How the Grinch Stole Christmas! pentru Nintendo DS.
Grinch-ul a ajuns și pe scenă în 1994, într-un musical produs de Children’s Theater Company din Minneapolis, care a avut o serie limitată pe Broadway în 2006. Actorul islandez Stefán Karl Stefánsson l-a interpretat pe Grinch în turneele musicalului între 2008 și 2015. Grinch-ul apare și ca personaj secundar în musicalul Seussical din 2000, inspirat din mai multe opere ale lui Seuss.
În 2018, Illumination Entertainment a lansat o adaptare animată a poveștii, avându-l pe Benedict Cumberbatch în rolul Grinch-ului.
Pe 9 decembrie 2020, NBC a difuzat producția live Dr. Seuss' The Grinch Musical Live!, bazată pe musicalul de pe Broadway. Distribuția include pe Booboo Stewart ca Max tânăr, Amelia Minto ca Cindy Lou Who, Denis O’Hare ca Max bătrân și Matthew Morrison în rolul Grinch-ului. Spectacolul a inclus cântece clasice, precum „You’re a Mean One, Mr. Grinch”.
În 2022, XYZ Films a lansat reinterpretarea horror „Mean One”, cu David Howard Thornton în rolul principal. În această versiune, Grinch-ul este un monstru care ucide pe oricine sărbătorește Crăciunul. Cindy, acum adultă, încearcă să-l învingă și să readucă spiritul Crăciunului în Newville, după ce, în copilărie, fusese martoră la uciderea mamei sale de către „Mean One”.
În 2023, editura de jocuri video Outright Games și Casual Brothers Ltd. au lansat jocul video The Grinch: Christmas Adventure, în care jucătorii controlează Grinch-ul și câinele său, Max, traversând 18 niveluri în Whoville pentru a fura cadouri și a rezolva puzzle-uri pentru a debloca noi abilități.